# Дитрих I фон Катленбург
Дитрих I фон Катленбург (на немски: Dietrich I von Katlenburg; * ок. 1000; † 10 септември 1056 при замък Призлава) от род Удони, е граф в Лизгау и Ритигау с наследствения чифлик Айнбек в Южна Долна Саксония и граф на Катленбург. Той е много близко свързан с Ото Нортхаймски.

## Биография
Дитрих I е син на граф Удо фон Катленбург (* 975, † сл. 1040) и на Бертрада (Беатрикс) от Швабия (* ок. 970). Баща му заедно с по-големия си брат граф Хайнрих II и други убива на 30 април 1002 г. маркграф Екехард I фон Майсен в Пфалц Пьолде.
Император Хайнрих III го изпраща заедно с маркграф Вилхелм от Северната марка против славяните лютичи. Те са победени и падат убити при замък Призлава (Вербен (Елба)).

## Фамилия
Дитрих се жени за Бертрада от Холандия от род Герулфинги, дъщеря на граф Дитрих III от Холандия-Йерусалимски († 1039). Двамата имат децата:
- Дитрих II фон Катленбург († 21 януари 1085), женен за Гертруда от Брауншвайг (* ок. 1060; † 1117) от род Брунони
- Отелхилдис ∞ Конрад фон Ветин граф на Камбург († 1040)